# Passe-Partout (krant)
Passe-Partout is een gratis huis-aan-huisblad in België. Sinds januari 2020 verschijnt de krant in Leuven, Tienen, Diest, Aarschot/Haacht, Noordrand en Oostrand.
De krant ontstond rond 1950 in Leuven. Tot 2014 werden er over heel België meer dan vijf miljoen exemplaren verdeeld over 114 lokale edities en gemaakt door 450 medewerkers. Eind 2012 had uitgever Corelio de naam van de krant overigens gewijzigd in Rondom. Eind 2019 nam de Primetime Communication Group een deel van de Rondom-edities over; in Oost-Brabant kregen deze weer de oude naam Passe-Partout.